# La Quinte
La Quinte és un municipi francès situat al departament del Sarthe i a la regió de País del Loira. L'any 2007 tenia 798 habitants.

## Demografia

### Població
El 2007 la població de fet de La Quinte era de 798 persones. Hi havia 266 famílies de les quals 28 eren unipersonals (8 homes vivint sols i 20 dones vivint soles), 90 parelles sense fills, 140 parelles amb fills i 8 famílies monoparentals amb fills.
La població ha evolucionat segons el següent gràfic:
Habitants censats

### Habitatges
El 2007 hi havia 293 habitatges, 271 eren l'habitatge principal de la família, 7 eren segones residències i 14 estaven desocupats. 292 eren cases i 1 era un apartament. Dels 271 habitatges principals, 226 estaven ocupats pels seus propietaris i 45 estaven llogats i ocupats pels llogaters; 12 tenien dues cambres, 26 en tenien tres, 73 en tenien quatre i 160 en tenien cinc o més. 213 habitatges disposaven pel capbaix d'una plaça de pàrquing. A 89 habitatges hi havia un automòbil i a 172 n'hi havia dos o més.

### Piràmide de població
La piràmide de població per edats i sexe el 2009 era:
| Homes | Edats   | Dones |
| ----- | ------- | ----- |
| 0     | 95 o +  | 0     |
| 0     | 90 a 94 | 4     |
| 4     | 85 a 89 | 8     |
| 0     | 80 a 84 | 0     |
| 0     | 75 a 79 | 0     |
| 16    | 70 a 74 | 4     |
| 16    | 65 a 69 | 32    |
| 8     | 60 a 64 | 12    |
| 0     | 55 a 59 | 4     |
| 24    | 50 a 54 | 16    |
| 32    | 45 a 49 | 24    |
| 28    | 40 a 44 | 28    |
| 20    | 35 a 39 | 16    |
| 56    | 30 a 34 | 36    |
| 8     | 25 a 29 | 28    |
| 16    | 20 a 24 | 0     |
| 28    | 15 a 19 | 40    |
| 52    | 10 a 14 | 8     |
| 40    | 5 a 9   | 20    |
| 8     | 0 a 4   | 40    |

## Economia
El 2007 la població en edat de treballar era de 523 persones, 428 eren actives i 95 eren inactives. De les 428 persones actives 408 estaven ocupades (218 homes i 190 dones) i 21 estaven aturades (11 homes i 10 dones). De les 95 persones inactives 29 estaven jubilades, 48 estaven estudiant i 18 estaven classificades com a «altres inactius».

### Ingressos
El 2009 a La Quinte hi havia 270 unitats fiscals que integraven 786,5 persones, la mediana anual d'ingressos fiscals per persona era de 19.150 €.

### Activitats econòmiques
Dels 14 establiments que hi havia el 2007, 1 era d'una empresa alimentària, 1 d'una empresa de fabricació d'altres productes industrials, 3 d'empreses de construcció, 4 d'empreses de comerç i reparació d'automòbils, 1 d'una empresa de transport, 2 d'empreses de serveis, 1 d'una entitat de l'administració pública i 1 d'una empresa classificada com a «altres activitats de serveis».
Dels 5 establiments de servei als particulars que hi havia el 2009, 1 era un taller de reparació d'automòbils i de material agrícola, 1 paleta, 1 fusteria, 1 electricista i 1 perruqueria.
Dels 2 establiments comercials que hi havia el 2009, 1 era una fleca i 1 una botiga de roba.
L'any 2000 a La Quinte hi havia 16 explotacions agrícoles que ocupaven un total de 729 hectàrees.

## Equipaments sanitaris i escolars
El 2009 hi havia una escola elemental integrada dins d'un grup escolar amb les comunes properes formant una escola dispersa.

## Poblacions més properes
El següent diagrama mostra les poblacions més properes.